# T22 (水雷艇)
T22はドイツ海軍のT22型水雷艇。

## 艦歴
T22は1939年3月30日にT13型水雷艇として発注されたが1939年11月10日に再発注されT22型として建造された。
1941年に進水、1942年2月28日に就役し、バルト海で戦艦シャルンホルスト、軽巡洋艦ライプツィヒ、ニュルンベルクなどとともに訓練演習を行った。10月の終わりにT22はフランスに配備された。11月29日から30日にかけてT22と同型艦T23および魚雷艇ファルケ、コンドルはボルドーからビスケー湾を経由してイタリアの封鎖突破船コルテッラッツォを護衛した。続けてT22、T23、コンドル、および水雷艇T2とT5は別の封鎖突破船ヒマラヤを護衛してビスケー湾を突破しようと試みたが、1943年4月11日にイギリス航空機の空爆を受け帰還を余儀なくされた。5月から6月にかけては海峡に複数の機雷原を敷設した。その後T22はT24、T25とともにUボートの護衛任務に就き、遭難信号に応じて潜水艦U-106から生存者を救助し、日本軍の潜水艦伊号第八潜水艦をロリアンまで護衛した。10月3日の夜から翌未明にかけてはブルターニュ沖でイギリス駆逐艦隊を発見し奇襲をかけるが魚雷は命中しなかった。

### セット＝イル沖海戦
10月23日、T22はセット＝イル沖海戦に参加しリンボーンへ魚雷の命中弾を与え、船首を爆破、後に沈没させた。

### ビスケー湾の戦い
ドイツの艦隊は封鎖突破船アルステルウーファーに合流すべく航行していたが、連合国はこの動きを事前に察知し、アルステルウーファーは艦隊と合流する前に爆撃機リベレーターによって撃沈された。 アルステルウーファーが撃沈されたことに気づかず合流海域まで進んだドイツの艦隊は連合国に迎撃され、Z27、T25、T26が撃沈された。

### 沈没
1944年2月初旬、T22とT23は海峡を経由してドイツに戻り、T22は6月までエルブロンクにて改装を行った。その後T22と同型艦T30、T32からなる船団は、8月17日の夜から翌未明にかけてエストニア沖に機雷を敷設する任務に就いた。午前0時を少し過ぎたころ、T30が機雷に接触しすべての動力が喪失した。その約1分後、T32も機雷により船首が吹き飛ばされる爆発に見舞われた。T22はT32に沿って航行しようとしているところでに機雷に接触して01:14頃に爆発、北緯59度42分 東経27度44分 / 北緯59.700度 東経27.733度座標: 北緯59度42分 東経27度44分 / 北緯59.700度 東経27.733度にて沈没し、143名が亡くなった。